# Skępsk
Skępsk – wieś w Polsce położona w województwie kujawsko-pomorskim, w powiecie golubsko-dobrzyńskim, w gminie Golub-Dobrzyń.

## Podział administracyjny
Wieś królewska Skęmpsk położona była w 1664 roku w starostwie golubskim. W latach 1975–1998 miejscowość administracyjnie należała do województwa toruńskiego.

## Demografia
Według Narodowego Spisu Powszechnego (III 2011 r.) wieś liczyła 614 mieszkańców. Jest czwartą co do wielkości miejscowością gminy Golub-Dobrzyń.